# Thekomakoma
thekomakoma (справжнє ім'я — Сергій Сілаков) — український електронний музикант та саундпродюсер із селища Підволочиськ, Тернопільська область; грає у жанрах EDM та техно-рейву.

## Життєпис
Народився в місті Підволочиськ Тернопільської області. З 2013 року грав на клавішах у тернопільському музичному гурті Bugs & Bunny. Навчався на факультеті мистецтв Тернопільського національного педагогічного університету ім. Володимира Гнатюка. 
2020 року виступив саундпродюсером сингла «Історія» від гурта ZLIVA NA PRAVO та звукорежисером альбому «Плине час» від гурта «Кам'яний Гість».
2021 року випустив «Альбом на свята» та «Альбом Київський», виступав на фестивалях «Західфест» та «Файне місто».
У жовтні 2022 року випустив пісню «Родина», аби зібрати кошти у фонд Repair Together для відбудови зруйнованого під час війни будинку для мешканки Чернігівщини. Цього ж місяця випустив «Наївний альбом». Видання «Українська правда» писало, що він «присвячений радощам від простих речей у важкі часи» і в ньому «можна почути відголосок 90-х», а видання «Варіанти» — що альбом «намагається передати привіт Курган & Agregat та згадати The Вйо». Альбом записано за участі виконавця Just Nelson і бек-вокалісток гурту Kazka — Дарини Салій і Василини Ткачук.
2022 року випустив пісню «Скоро зима», яка стала саундтреком короткометражного фільму Марії Федорченко під назвою «Маші скоро 20». Тоді ж український співак та ведучий Володимир Дантес назвав thekomakoma «відкриттям року».
13 лютого 2024 року вступив до лав Національної гвардії України, в бригаду «Буревій» батальйон «Гроза».

## Дискографія

### Альбоми
- «Альбом на свята» (2021)[3]
- «Альбом Київський» (2021)[8]
- «Наївний альбом» (2022)[14]

### Сингли
- «Час рікою пливе» (feat. DJ Ministr)[8] (2021)
- «Б» (2022)[19]
- «Сердечко 2» (2022)[12]
- «Родина» (2022)[13]